# Áreas forestales en Siria
Las áreas forestales en Siria se limitan a las sierras costeras, que se extienden en una cadena ininterrumpida desde las fronteras con Turquía hasta el Líbano, paralela al mar Mediterráneo. El área boscosa de Siria se ha reducido de 20.000 kilómetros cuadrados (7.700 millas cuadradas ) en 1911 a 7.500 kilómetros cuadrados (2900 millas cuadradas) en 1947. En 2010, se ha estimado en alrededor de 4.500 kilómetros cuadrados (1.700 millas cuadradas), o un 2,55 por ciento de la superficie total de Siria.
La cordillera de Al-Ansariyah en las coordenadas  35°15′00″N 36°06′00″E / 35.25000, 36.10000 corre paralela a la costa, y se eleva a 1.500 metros (4.900 pies) y se extiende por 100 kilómetros (62 millas) hasta llegar a la Brecha de Homs. Las crestas de las montañas están cubiertas de rodales uniformes de robles caducifolios de valor comercial. Hay varios grupos aislados de cedro del Líbano (Cedrus libani), Cilicia abeto (Abies cilicica) y el enebro (Juniperus excelsa).  Los bosques de al-Ansariyah  cubren una superficie total de cerca de 20.000 hectáreas (77 millas cuadradas).